# La Templanza (Tarot)

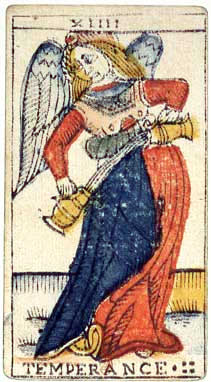
Tarot de Jean Dodal.

La Templanza es la decimocuarta carta del Tarot.

## Elementos descriptivos
- Muestra a una mujer alada como un ángel, que sostiene un jarro del que vierte el líquido sobre otro recipiente igual.
- La mujer aparece en el campo.
- En el Tarot de Marsella, la mujer está vestida con ropa de dos colores, el rojo y el azul en cada mitad simétrica de su cuerpo. Los jarros de los mismos colores que su vestimenta pero en orden opuesto.
- En el Tarot de Rider, ésta carta muestra a un ángel con vestimenta blanca, con un pie en la tierra y otro sumergido en el agua de un lago. Del lago parte un camino hacia una montaña con una estrella o sol que la ilumina. Al lado del lago crecen unos lirios. En su pecho, el ángel tiene un triángulo, el símbolo del fuego.

A diferencia de otros seres que aparecen en la baraja del tarot, que son de corte espiritual, ella sí toca el suelo, pero con un pie morado, color poco frecuente en las imágenes que simboliza la máxima santidad.
En el Tarot X de CLAMP es representada por Arashi Kishu.
- Datos: Q385789
- Multimedia: Temperance (Major Arcana) / Q385789

| Precedido por: XIII. La Muerte | Arcanos mayores del Tarot | Sucedido por: XV. El Diablo |